# Binaural Tour
Il Binaural Tour è il tour intrapreso dai Pearl Jam nel 2000, promuovere il loro sesto album in studio, Binaural.
Il tour è il primo nel quale ogni show veniva registrato professionalmente, e venduto sul sito della band (i cosiddetti "bootleg ufficiali"). Il 30 giugno 2000, al Roskilde, morirono 9 persone durante l'esibizione della band, quando la folla si portò in avanti verso le transenne, schiacciando i malcapitati e soffocandoli. Le rimanenti date europee furono cancellate. Pochi mesi dopo, il Binaural Tour riprese nel Nord America, e al suo termine fu messo in commercio  Touring Band 2000, un DVD che documentava le varie fasi del tour.

## Date

### Warm-Up Shows
- 10/05/00 -  Bellingham, Washington, USA - Mount Baker Theatre
- 11/05/00 -  Vancouver, Columbia Britannica, Canada - Commodore Ballroom

### Europa
- 23/05/00 -  Lisbona, Portogallo - Estádio do Restelo
- 25/05/00 -  Barcellona, Spagna - Palau Sant Jordi
- 26/05/00 -  San Sebastián, Spagna - Velodromo de Anoeta
- 29/05/00 -  Londra, Inghilterra - Wembley Arena
- 30/05/00 -  Londra, Inghilterra - Wembley Arena
- 01/06/00 -  Dublino, Irlanda - The Point Theatre
- 03/06/00 -  Glasgow, Scozia - SECC
- 04/06/00 -  Manchester, Inghilterra - Manchester Evening News Arena
- 06/06/00 -  Cardiff, Galles - Cardiff International Arena
- 08/06/00 -  Parigi, Francia - Palais Omnisports de Paris-Bercy
- 09/06/00 -  Nürburg, Germania - Rock am Ring
- 11/06/00 -  Norimberga, Germania - Rock im Park
- 12/06/00 -  Landgraaf, Paesi Bassi - Pinkpop Festival
- 14/06/00 -  Praga, Repubblica Ceca- Peagas Arena
- 15/06/00 -  Katowice, Polonia - Spodek
- 16/06/00 -  Katowice, Polonia - Spodek (fu precedentemente programmato per il Petiofi Csarnock a Budapest, Ungheria)
- 18/06/00 -  Salisburgo, Austria - Residenzplatz
- 19/06/00 -  Lubiana, Slovenia - Hala Tivoli
- 20/06/00 -  Verona, Italia - Arena di Verona
- 22/06/00 -  Milano, Italia - Mediolanum Forum
- 23/06/00 -  Zurigo, Svizzera - Hallenstadion
- 25/06/00 -  Berlino, Germania - Wuhlheide Park
- 26/06/00 -  Amburgo, Germania - Alsterdorfer Sporthalle
- 28/06/00 -  Stoccolma, Svezia - Vasa Museum
- 29/06/00 -  Oslo, Norvegia - Spektrum
- 30/06/00 -  Roskilde, Danimarca - Roskilde Festival
- 02/07/00 -  Werchter, Belgio - Rock Werchter (CANCELLATO)
- 03/07/00 -  Rotterdam, Paesi Bassi - Ahoy Rotterdam (CANCELLATO)

### Nord America 1
- 03/08/00 -  Virginia Beach, Virginia, USA - GTE Virginia Beach Amphitheater
- 04/08/00 -  Charlotte, Carolina del Nord, USA - Verizon Wireless Amphitheatre Charlotte
- 06/08/00 -  Greensboro, Carolina del Nord, USA - Greensboro Coliseum
- 07/08/00 -  Atlanta, Georgia, USA - Philips Arena
- 09/08/00 -  West Palm Beach, Florida, USA - Sound Advice Amphitheater
- 10/08/00 -  West Palm Beach, Florida, USA - Sound Advice Amphitheater
- 12/08/00 -  Tampa, Florida, USA - St. Pete Times Forum
- 14/08/00 -  New Orleans, Louisiana, USA - New Orleans Arena
- 15/08/00 -  Memphis, Tennessee, USA - Pyramid Arena
- 17/08/00 -  Antioch, Tennessee, USA - Starwood Amphitheatre
- 18/08/00 -  Noblesville, Indiana, USA - Verizon Wireless Music Center
- 20/08/00 -  Cincinnati, Ohio, USA - Riverbend Music Center
- 21/08/00 -  Columbus, Ohio, USA - Germain Amphitheatre
- 23/08/00 -  Wantagh, New York, USA - Nikon at Jones Beach Theater
- 24/08/00 -  Wantagh, New York, USA - Nikon at Jones Beach Theater
- 25/08/00 -  Wantagh, New York, USA - Nikon at Jones Beach Theater
- 27/08/00 -  Saratoga Springs, New York, USA - Saratoga Performing Arts Center
- 29/08/00 -  Mansfield, Massachusetts, USA - Tweeter Center for the Performing Arts
- 30/08/00 -  Mansfield, Massachusetts, USA - Tweeter Center for the Performing Arts
- 01/09/00 -  Camden, New Jersey, USA - Tweeter Center at the Waterfront
- 02/09/00 -  Camden, New Jersey, USA - Tweeter Center at the Waterfront
- 04/09/00 -  Columbia, Maryland, USA - Merriweather Post Pavilion
- 05/09/00 -  Burgettstown, Pennsylvania, USA - Post-Gazette Pavilion

### Nord America 2
- 04/10/00 -  Montréal, Québec, Canada - Bell Centre
- 05/10/00 -  Toronto, Ontario, Canada - Air Canada Centre
- 07/10/00 -  Auburn Hills, Michigan, USA - Palace of Auburn Hills
- 08/10/00 -  East Troy, Wisconsin, USA - Alpine Valley Music Theatre
- 09/10/00 -  Rosemont, Illinois, USA - Allstate Arena
- 11/10/00 -  Maryland Heights, Missouri, USA - Verizon Wireless Amphitheatre St. Louis
- 12/10/00 -  Bonner Springs, Kansas, USA - Sandstone Amphitheater
- 14/10/00 -  The Woodlands, Texas, USA - Cynthia Woods Mitchell Pavilion
- 15/10/00 -  The Woodlands, Texas, USA - Cynthia Woods Mitchell Pavilion
- 17/10/00 -  Dallas, Texas, USA - Smirnoff Music Centre
- 18/10/00 -  Lubbock, Texas, USA - United Spirit Arena
- 20/10/00 -  Albuquerque, Nuovo Messico, USA - Mesa Del Sol Amphitheatre
- 21/10/00 -  Phoenix, Arizona, USA - Cricket Pavilion
- 22/10/00 -  Las Vegas, Nevada, USA - MGM Grand Garden Arena
- 24/10/00 -  Los Angeles, California, USA - Greek Theatre
- 25/10/00 -  San Diego, California, USA - IPayOne Center
- 27/10/00 -  Fresno, California, USA - Selland Arena
- 28/10/00 -  Devore, California, USA - Hyundai Pavilion
- 30/10/00 -  Marysville, California, USA - Sacramento Valley Amphitheater
- 31/10/00 -  Mountain View, California, USA - Shoreline Amphitheatre
- 02/11/00 -  Portland, Oregon, USA - Rose Garden Arena
- 03/11/00 -  Nampa, Idaho, USA - Idaho Center
- 05/11/00 -  Seattle, Washington, USA - KeyArena
- 06/11/00 -  Seattle, Washington, USA - KeyArena

## Formazione
- Jeff Ament - Basso
- Stone Gossard - Chitarra ritmica
- Mike McCready - Chitarra solista
- Eddie Vedder - Voce, chitarra
- Matt Cameron - Batteria

## Gruppi di spalla
Warm-Up Shows
- C Average - (10/05/00-11/05/00)

Europa
- The Vandals - (23/05/00 - 26/05/00, 01/06/00 - 05/06/00)
- The Monkeywrench - (29/05/00 - 30/05/00)
- The Dismemberment Plan - (14/06/00 - 29/06/00)

Nord America 1
- Sonic Youth - (03/08/00-02/09/00)
- Lee Ranaldo, Steve Shelley e Jim O'Rourke - (05/09/00)

Nord America 2
- Supergrass - (04/10/00 - 05/11/00)
- Red Hot Chili Peppers - (05/11/00 - 06/11/00)
- Wellwater Conspiracy - (06/11/00)